# Boquila
Boquila è un genere monotipico di angiosperme appartenente alla famiglia delle Lardizabalaceae e originario delle foreste temperate del Cile centrale e meridionale e dell'Argentina. L'unica specie è la Boquila trifoliolata (DC. ) Decne., chiamata in Cile pilpil, voqui, voquicillo, voquillo e voqui blanco. Tra le sue caratteristiche si annoverano la presenza di viticci che avvolgono le piante ospiti, imitando le foglie dell'ospite, fenomeno definito polimorfismo mimetico, e la produzione di frutti commestibili (le bacche di Boquila).
Questa specie ha la capacità di imitare le foglie degli alberi su cui cresce.
Ernesto Gianoli ha affermato che  "le foglie di Boquila sono straordinariamente variegate. Le più grandi possono essere 10 volte più grosse degli esemplari più piccoli, mentre il colore può variare da sfumature molto chiare a sfumature molto scure. In circa tre quarti dei casi, le foglie sono simili a quelle dell'albero più vicino per dimensioni, area, lunghezza del gambo, angolazione e colore. Le foglie di Boquila possono anche sviluppare una punta spinosa quando, e solo quando, si arrampicano su un arbusto caratterizzato da foglie simili." Quando non ci sono foglie ospiti nelle vicinanze ad influenzarle, le foglie normali di B. trifoliolata sono relativamente corte e di colore verde chiaro con bordi arrotondati.
La Boquila, a differenza di altre piante capaci di mimetismo, non necessita di entrare in contatto fisico con il suo ospite per prenderne le caratteristiche.

## Mimetismo
La boquila trifoliolata è unica per la capacità delle sue foglie di imitare quelle degli ospiti su cui cresce, fenomeno definito come polimorfismo mimetico. Il comportamento rampicante di questa pianta serve a proteggerla dagli erbivori che vivono a terra, mentre il mimetismo delle foglie garantisce protezione contro gli erbivori che si nutrono di foglie. La B. trifoliolata si differenzia da altre piante che possono imitare un ospite, come il vischio australiano, in quanto la mimesi non riguarda un solo ospite e in quanto non è un parassita dell'albero ospitante. Un singolo viticcio di B. trifoliolata può imitare tutti i tipi di fogliame nelle sue vicinanze.
Il suo comportamento imitativo è stato scoperto dai ricercatori Ernesto Gianoli e Fernando Carrasco-Urra a seguito di osservazioni e misurazioni condotte in una foresta pluviale nel Parco Nazionale di Puyehue, nel Cile meridionale. I ricercatori hanno raccolto campioni di 12 diverse specie di alberi ospiti che presentavano un totale di 45 viticci individuali di B. trifoliolata. Sono state misurate le due foglie più vicine tra di loro in una coppia viticcio-albero dei 45 campioni, per un totale di 11 diversi tratti: angolazione, spessore, lunghezza del picciolo, lunghezza del picciolo delle foglioline, angolazione delle foglioline, larghezza massima, lunghezza massima, area, perimetro, area/ perimetro e colore. L'uso di un modello lineare generalizzato ha dimostrato che 9 degli 11 tratti mostravano il mimetismo da parte del viticcio dell'albero ospitante. Gianoli et al. hanno inoltre raccolto campioni di ulteriori esemplari tappezzanti o che erano cresciuti su tronchi d'albero senza foglie e di esemplari che si erano arrampicati sulle 8 specie di ospiti più comuni. Per analizzare questi campioni, i ricercatori hanno utilizzato l'analisi multivariata della varianza (MANOVA). Hanno scoperto che gli esemplari tappezzanti non differivano dai viticci sugli ospiti privi di foglie, mentre erano diversi per 7 delle 8 foglie dei viticci sugli ospiti comuni. Hanno anche concluso che i viticci sugli ospiti senza foglie erano diversi per 6 degli 8 viticci sugli ospiti comuni. Inoltre, tale mimetismo delle foglie fungeva da protezione contro gli erbivori che si nutrono di foglie, comportando un tasso minore di simili animali. I viticci rampicanti non presentavano differenze riguardo agli erbivori rispetto alle foglie degli alberi ospitanti, ma presentavano un tasso di erbivori molto più basso rispetto agli esemplari di B. trifoliolata tappezzanti e non supportati. Il numero maggiore di erbivori è stato registrato su viticci di B. trifoliolata che si arrampicavano su ospiti senza foglie.
Attualmente, non si sa come la B. trifoliolata sia in grado di imitare così bene le foglie ospiti, ma Gianoli propone due possibili meccanismi. Un'ipotesi è che i composti organici volatili rilasciati dalle foglie della pianta ospite inducano un cambiamento fenotipico nelle foglie vicine di B. trifoliolata. Grazie alla ricezione nel suo sistema di svariati segnali da parte dell'ospite, la pianta è in grado di creare segnali e ormoni specifici nei suoi tessuti al fine di regolare la trascrizione genica della morfologia delle foglie e le vie di sviluppo per la differenziazione delle foglie. L'altra ipotesi è che possa verificarsi un trasferimento genico orizzontale tra l'ospite e la B. trifoliolata. Uno studio separato condotto da Gianoli et al. suggerisce che gli agenti batterici, che medierebbero un trasferimento genico orizzontale, potrebbero svolgere un ruolo nel mimetismo delle foglie nella B. trifoliolata. Un confronto tra comunità batteriche endofitiche nelle foglie di un albero ospite, nelle foglie di B. trifoliolata che imitano le foglie dell'albero ospite e nelle foglie non mimetiche di B. trifoliolata dello stesso viticcio ha rivelato che le comunità batteriche erano più simili tra la B. trifoliolata mimetica e le foglie dell'ospite che tra la B. trifoliolata non mimetica e le foglie dell'ospite.
In un articolo del 2022, è stato suggerito che la pianta abbia una sorta di capacità visiva che sfrutta gli ocelli. Questa ipotesi è stata presentata sulla base di esperimenti in cui il viticcio sembrava imitare viticci di plastica e piante artificiali. Tuttavia, l'unico campione di controllo utilizzato sono state le foglie inferiori delle stesse piante, che sopra presentavano una mensola opaca che potrebbe aver influenzato l'esposizione alla luce. La mancanza di piante di controllo che si arrampicano su qualcosa di diverso dallo stesso modello di pianta ospite artificiale rende plausibile che le differenze osservate fossero dovute all'età e all'esposizione alla luce.